# Maleeha Lodhi
Maliha Lodhi ou Maleeha Lodhi (Lahore, Paquistão, 15 de novembro de 1952) é uma política e diplomata paquistanesa. Foi embaixadora do Paquistão nos Estados Unidos entre 1994 e 1997 e entre 1998 e 2002, foi Alta-Comissária do Paquistão no Reino Unido entre 2003 e 2008. Desde então, é professora na Escola de Governo John F. Kennedy da Universidade de Harvard e também desempenhou funções no Conselho Diretivo junto do Secretariado-Geral das Nações Unidas para o Desarmamento.
Nascida em Lahore, uma família de classe média alta, Lodhi estudou ciência política na London School of Economics e, depois de se doutorar na escola em 1980, permaneceu lá como membro do ensino de sociologia política. Regressou ao Paquistão em 1986 para se tornar editora de The Muslim, tornando-se a primeira mulher a editar um jornal nacional na Ásia. Em 1990, mudou-se para editora fundadora da The News International. Em 1994, foi nomeada pelo Primeiro-Ministro Benazir Bhutto como enviado do Paquistão para os Estados Unidos, cargo que manteve até 1997. Foi novamente nomeada para o mesmo cargo em 1999 pelo Presidente Pervez Musharraf até 2002, quando completou o seu mandato e passou a ser Alta Comissária para o Reino Unido.
Em 2001, Lodhi tornou-se membro do Conselho Consultivo do Secretário-Geral das Nações Unidas para o Desarmamento, tendo exercido funções no conselho até 2005. Em 2003, o Presidente Pervez Musharraf nomeou-a Alta-Comissária do Paquistão para o Reino Unido em Court of St. James, onde permaneceu até 2008. Entre 2008 e 2010, foi residente no Instituto de Política e na Kennedy School da Univ. de Harvard. Em fevereiro de 2015, Lodhi foi nomeada pelo Primeiro-Ministro Sharif para servir como Representante Permanente e Embaixador do Paquistão na ONU em Nova Iorque, tornando-se a primeira mulher a ocupar esse cargo.
Lodhi é um dos diplomatas proeminentes do Paquistão. Foi nomeada académica internacional no Woodrow Wilson Center e, em 1994, Lodhi foi nomeada pela revista Time como uma das centenas de pessoas no mundo que ajudarão a moldar o século XXI. Lodhi também foi membro do Senado da Universidade de Defesa Nacional, e foi membro do conselho consultivo do IISS e continua a ser membro do Conselho de Agenda Global do Fórum Económico Mundial. Lodhi doi galardoada com o Hilal-i-Imtiaz para o Serviço Público e detém uma bolsa honorária da London School of Economics desde 2004 e recebeu o grau de doutor honoris causa de Letras pela Universidade Metropolitana de Londres em 2005. É autora de dois livros, o Paquistão: o Desafio Externo e o Encontro do Paquistão com a Democracia. Editou o Paquistão: Beyond the Crisis State em 2010.
Foi presidente da UNICEF em 2015.